# Otilia Da Veiga
Otilia Da Veiga (Buenos Aires, 25 de julio de 1936) es una escritora, poeta y ensayista argentina, especialista en el estudio del lunfardo. Es presidenta de la Academia Porteña del Lunfardo.

## Biografía
Estudió en el Instituto Grafotécnico (Escuela Superior de Periodismo).
Compuso letras de tangos y milongas como: "Flores de hoy", "Tango blues y rockanroll", "Calavera" y "La menega", entre otros, que fueron musicalizados por el músico y pianista Mario Valdez (Ernesto Mario Lach). La milonga "La menega" ha sido incorporada al Diccionario de Argentinismos de la Academia Argentina de Letras (parte musical).
Fue jurado en certámenes de distintos puntos de la Provincia de Buenos Aires y jurado permanente del Círculo de Poetas Lunfardos. Integró la Junta de Estudios Históricos de San Cristóbal y es miembro fundadora de la Junta Central de Estudios Históricos de la Ciudad de Buenos Aires.
En 2011 fue distinguida por la Dirección General de Patrimonio de la Subsecretaría de Cultura como "Artífice del Patrimonio de Buenos Aires".

## Obras
Su obra figura en varias antologías: "Cien sonetos lunfardos" de Octavio Guido Moya y "Antología" de Gente de Letras (2006). Y en el Diccionario de Argentinismos de la Academia Argentina de Letras con la milonga "La menega", musicalizada por Mario Valdez.
Escribió junto a José Gobello la "Historia de la Academia Porteña del Lunfardo" (2011) ISBN 9789872345952, un recorrido por casi cincuenta años de existencia de la institución.
- Parafraseando, de Quevedo al lunfardo (2001) ISBN 9789875187078

- Escarceos con la lengua (2008)